# Coffea fadenii
Coffea fadenii är en måreväxtart som beskrevs av Diane Mary Bridson. Coffea fadenii ingår i släktet Coffea och familjen måreväxter. Inga underarter finns listade i Catalogue of Life.